# لانس باركر
لانس باركر (بالإنجليزية: Lance Parker)‏ (19 أغسطس 1985 بأوكلاهوما سيتي في الولايات المتحدة - ) هو عارض ولاعب كرة قدم أمريكي في مركز حراسة المرمى. لعب مع نادي شيفاز يو إس أي ونادي ادمونتون وDFW Tornados ‏ وكولورادو رابيدز يو-23 ‏ وChicago Fire U-23 ‏ وFort Lauderdale Strikers (2006–2016) ‏.

## وصلات خارجية
- لانس باركر على موقع IMDb (الإنجليزية)

- لانس باركر على موقع الدوري الأمريكي (الإنجليزية)
- لانس باركر على موقع قاعدة بيانات كرة القدم.إي يو (الإنجليزية)